# Kojčice
Kojčice (en allemand : Kojtschitz) est une commune du district de Pelhřimov, dans la région de Vysočina, en République tchèque. Sa population s'élevait à 331 habitants en 2020.

## Géographie
Kojčice se trouve à 5,5 km au nord-nord-ouest de Pelhřimov, à 26 km à l'ouest-nord-ouest de Jihlava à 91 km au sud-est de Prague.
La commune est limitée par Svépravice au nord, par Dehtáře à nord et à l'est, et par Pelhřimov au sud-est, au sud et à l'ouest.

## Histoire
La première mention écrite de la localité date de 1379.

## Transports
Par la route, Kojčice se trouve à 26 km de Pelhřimov, à 32 km de Jihlava à 111 km de Prague.